# Мораиш, Нуну
Ну́ну Миге́л Барбо́за Мора́иш (порт. Nuno Miguel Barbosa Morais; род. 29 января 1984 года в Пенафиеле) — португальский футболист, игрок клуба АПОЭЛ.

## Клубная карьера
Нуну начал свою карьеру в клубе «Пенафиел» из своего родного города, но в августе 2004 года перешёл в английский «Челси», подписав трёхлетний контракт. За «пенсионеров» он дебютировал в январе 2005 года, в кубковом матче против «Сканторп Юнайтед», отыграв весь матч. За «Челси» Нуну выступал редко, один сезон играл на правах аренды в «Маритиму», а после истечения контракта покинул английский клуб на правах свободного агента. 11 мая 2007 года Мораиш подписал двухлетний контракт с кипрским АПОЭЛом. Там он стал ключевым игроком и попробовал себя в роли опорного полузащитника. Позже игрок подписал с клубом новое соглашение, рассчитанное до конца июня 2012 года. Нуну внёс весомый вклад в исторический успех команды в Европе, выход в четвертьфинал Лиги чемпионов.

## Карьера в сборной
Нуну играл в молодёжных сборных своей страны в возрастных категориях до 20 и до 21 года. Он был участником провального для молодёжной сборной Португалии ЕВРО-2006 (до 21 года).

## Достижения
- Чемпион Кипра (9): 2008/09, 2010/11, 2012/13, 2013/14, 2014/15, 2015/16, 2016/17, 2017/18, 2018/19
- Обладатель Кубка Кипра (3): 2007/08, 2013/14, 2014/15
- Обладатель Суперкубка Кипра (3): 2008, 2009, 2011